# 1665 en littérature
| Années de la littérature : 1662 - 1663 - 1664 - 1665 - 1666 - 1667 - 1668    |
| Décennies de la littérature : 1630 - 1640 - 1650 - 1660 - 1670 - 1680 - 1690 |

Cet article présente les faits marquants de l'année 1665 en littérature.

## Événements

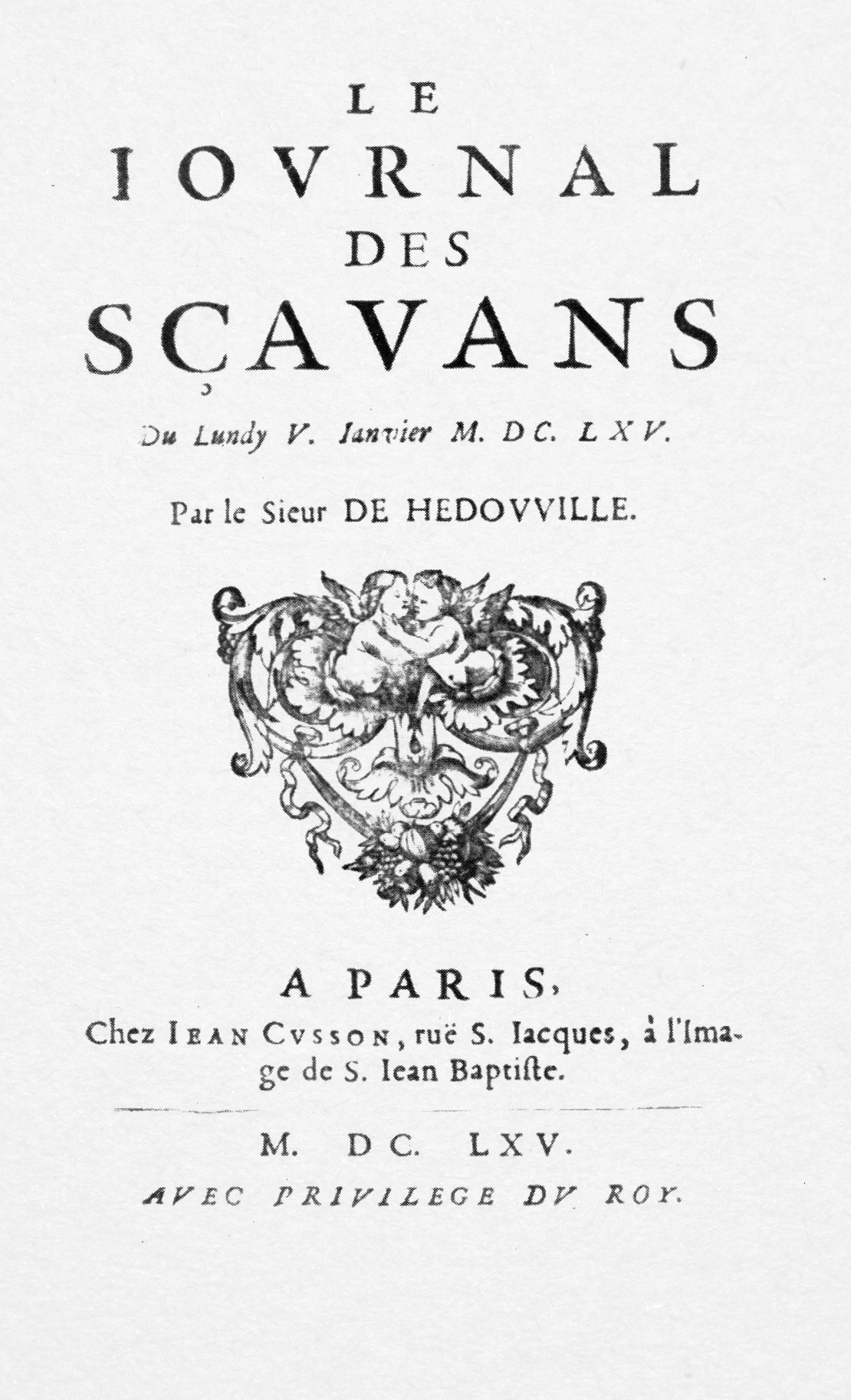
Le Journal des sçavans

- 5 janvier : publication à Paris du Journal des sçavans, première revue scientifique et premier recueil littéraire français[1].
- 6 mars : première publication de la revue scientifique Philosophical Transactions of the Royal Society'[2]'.
- 11 avril : Roger de Bussy-Rabutin remet au roi le manuscrit original de l'Histoire amoureuse des Gaules ; le 17 avril, il est enfermé à la Bastille. Il y reste treize mois, et ne sort que pour être exilé dans son château de Bourgogne[3].
- 16 novembre : premier numéro de la London Gazette sous le titre Oxford Gazette (la cour s'est réfugieé à Oxford pendant la Grande peste de Londres). Le journal lancé par Henry Muddiman prend le titre de London Gazette après le retour de la cour à Londres à partir du numéro 24 de février 1666[4].

## Parutions
- 10 janvier : achevé d'imprimer de la seconde édition de la première partie du recueil de Jean de La Fontaine, Contes et nouvelles en vers, vol. 1, Paris, Claude Barbin, 1665 (présentation en ligne). La première édition est paru quelques semaine plus tôt sous le titre Nouvelles en vers tirée de Bocace et de l'Arioste, mentionnée dans le Journal des sçavans de janvier 1665[5].
- 14 mars : privilège accordé pour la première édition de la Conjuration du comte Jean-Louis de Fiesque, Paris, Claude Barbin, 16665 (présentation en ligne), de Retz, publié sans nom d'auteur.

- Brantôme, Mémoires : Les vies des hommes illustres et grands capitaines estrangers de son temps, Leyde, Jean Sambix le jeune, 1665 (présentation en ligne).

- Première édition à Liège de l'Histoire amoureuse des Gaules, roman satirique de Bussy-Rabutin publié sans autorisation de l'auteur[6].
- Balthasar de Monconys, Journal des voyages de M. de Monconys, Lyon, Horace Boissat et George Remeus, 1665 (présentation en ligne), publié après sa mort par son fils Gaspard Monconys, sieur de Liergues avec l'aide du jésuite Jean Bertet.

- Succès de l’Apologie pour les religieuses de Port-Royal (présentation en ligne), par Antoine Arnauld et Pierre Nicole.

- Composition de la troisième satire de Nicolas Boileau, Le Repas ridicule, publiée en 1666[7].